# كارول سبيني
كارول سبيني (بالإنجليزية: Caroll Spinney)‏ هو رسام كارتون وممثل أمريكي، ولد في 26 ديسمبر 1933 في الولايات المتحدة. بدأ مشواره المهني سنة 1966، ومن الجوائز التي نالها جائزة غرامي سنة 1976 وجائزة إيمي داي تايم ‏ سنة 1974.

## أعمال

### أفلام
- (1979) الدمى[8]
- (2009) ليلة في المتحف 2[9]

### مسلسلات
- شارع السمسم

## جوائز
- جائزة غرامي (1976)
- جائزة إيمي داي تايم [الإنجليزية]‏ (1974)

## وصلات خارجية
- كارول سبيني على موقع IMDb (الإنجليزية)
- كارول سبيني على موقع الموسوعة البريطانية (الإنجليزية)
- كارول سبيني على موقع ميوزك برينز (الإنجليزية)
- كارول سبيني على موقع تيرنر كلاسيك موفيز (الإنجليزية)
- كارول سبيني على موقع إن إن دي بي (الإنجليزية)
- كارول سبيني على موقع ديسكوغز (الإنجليزية)
- كارول سبيني على موقع قاعدة بيانات الفيلم (الإنجليزية)